# Середньо-Борзинське сільське поселення
Середньо-Бо́рзинське сільське поселення (рос. Средне-Борзинское сельское поселение) — сільське поселення у складі Калганського району Забайкальського краю Росії.
Адміністративний центр та єдиний населений пункт — село Середня Борзя.

## Населення
Населення сільського поселення становить 418 осіб (2019; 452 у 2010, 608 у 2002).